# Madeleine Bordallo
Madeleine Bordallo, née Madeleine Mary Zeien le 31 mai 1933 à Graceville, dans le Minnesota, est une femme politique américaine de Guam. Membre du Parti démocrate, elle est lieutenant-gouverneur du territoire américain de Guam de 1995 à 2003, puis déléguée à la Chambre des représentants des États-Unis de 2003 à 2019.

## Biographie

### Jeunesse et formation
La famille Zeien s'installe à Guam quand le père de famille trouve un poste dans l'enseignement. Entre 1951 et 1953, Madeleine fréquente successivement le St. Mary's College de Notre Dame, dans l'Indiana, puis l'université Sainte-Catherine à Saint Paul dans le Minnesota, où elle étudie la musique. Elle travaille ensuite au sein de KUAM-TV, chaîne de télévision de Guam.
En 1953, elle épouse Ricardo Bordallo, dont elle a une fille. Quand son mari exerce les fonctions de gouverneur de Guam de 1975 à 1979 et de 1983 à 1987, elle est la Première dame du territoire. 

### Carrière politique
En 1980, elle est la première femme démocrate élue sénatrice de la Législature de Guam. Elle renonce à cette fonction en 1983, quand son mari redevient gouverneur, avant de la retrouver en 1987. En 1990, son mari se suicide et la laisse veuve. La même année, elle est la première femme à être candidate à l'élection du gouverneur du territoire, et également le premier candidat à ne pas être chamorro, mais elle n'est pas élue. De 1995 à 2003, elle est lieutenant-gouverneur sous la direction du gouverneur Carl Gutierrez, avant d'être élue en 2002 au poste de déléguée à la Chambre des représentants. Elle est réélue à sept reprises et occupe ce siège pendant seize ans avant d'être battue lors des primaires de 2018.